# Saxon Motor Car Corporation

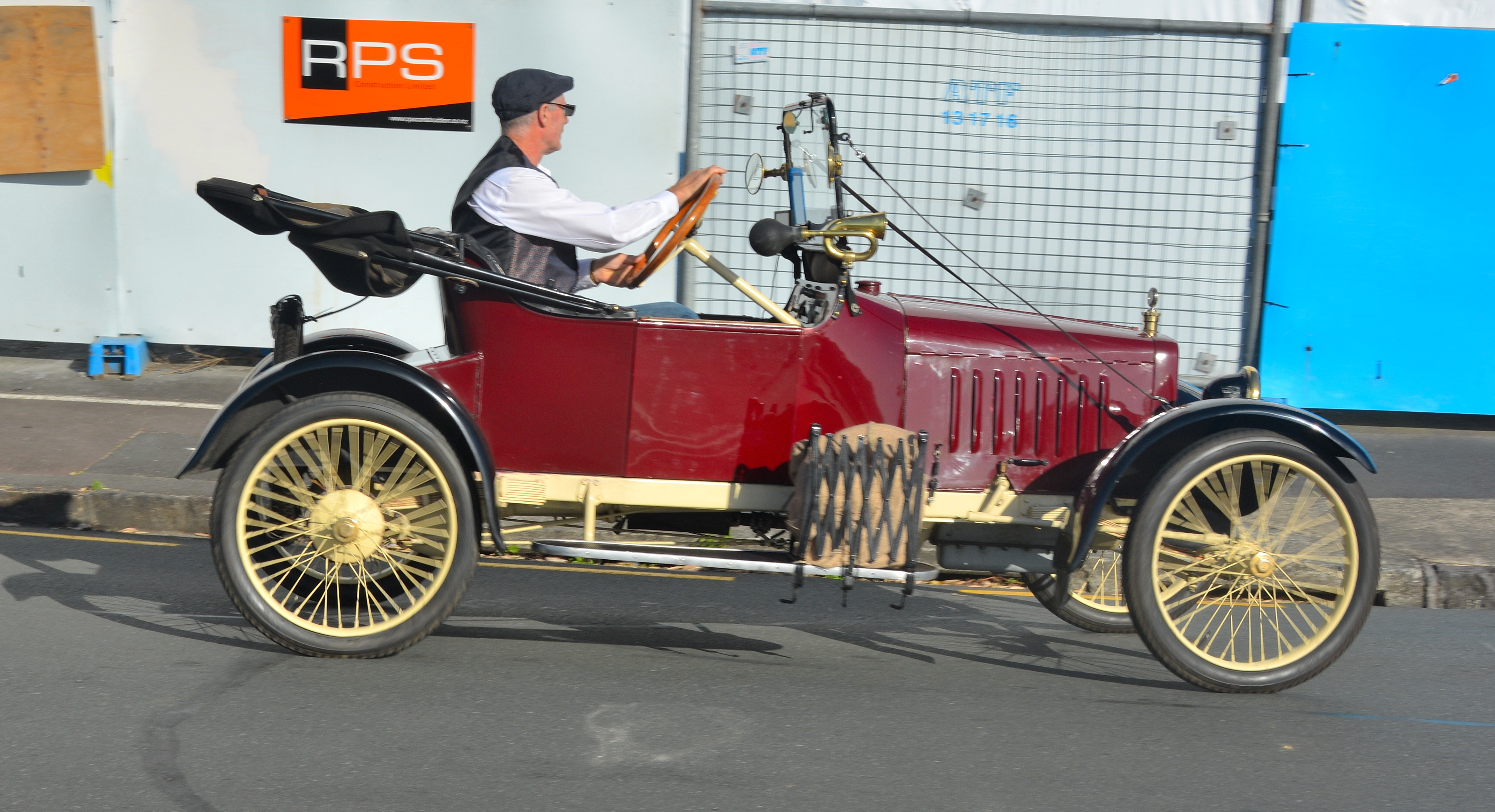
Saxon von 1914

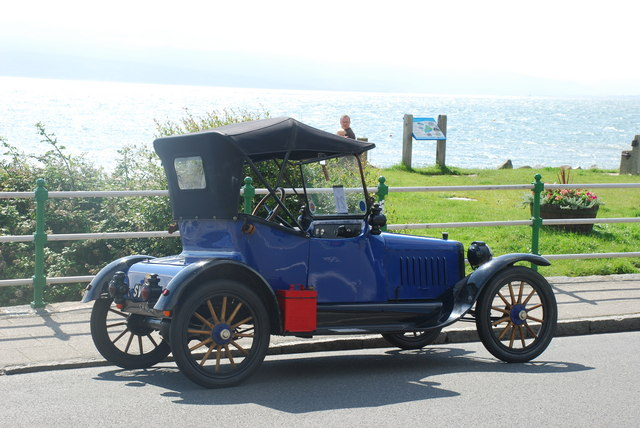
Saxon von 1916

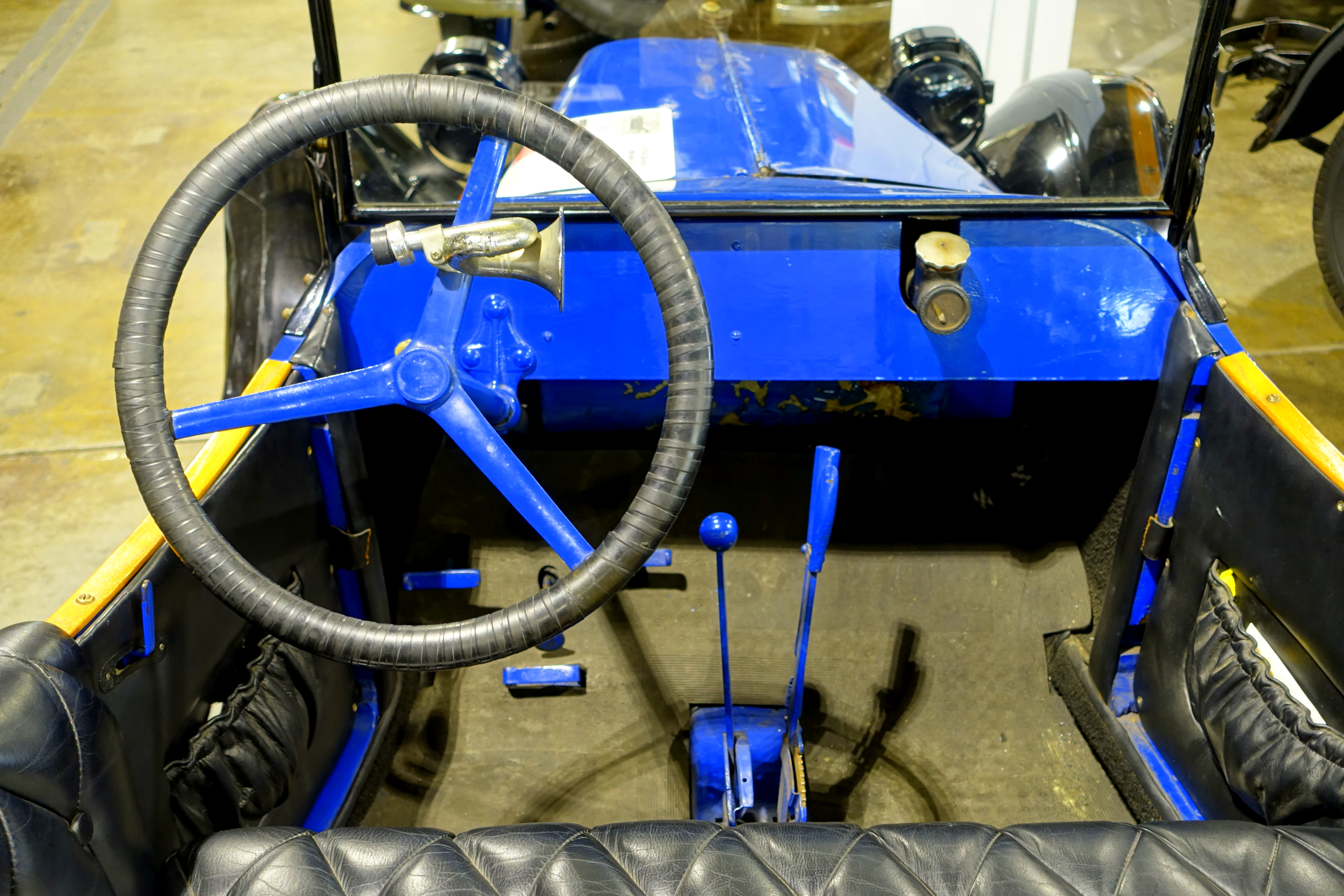
Armaturenbrett eines Saxon von 1914

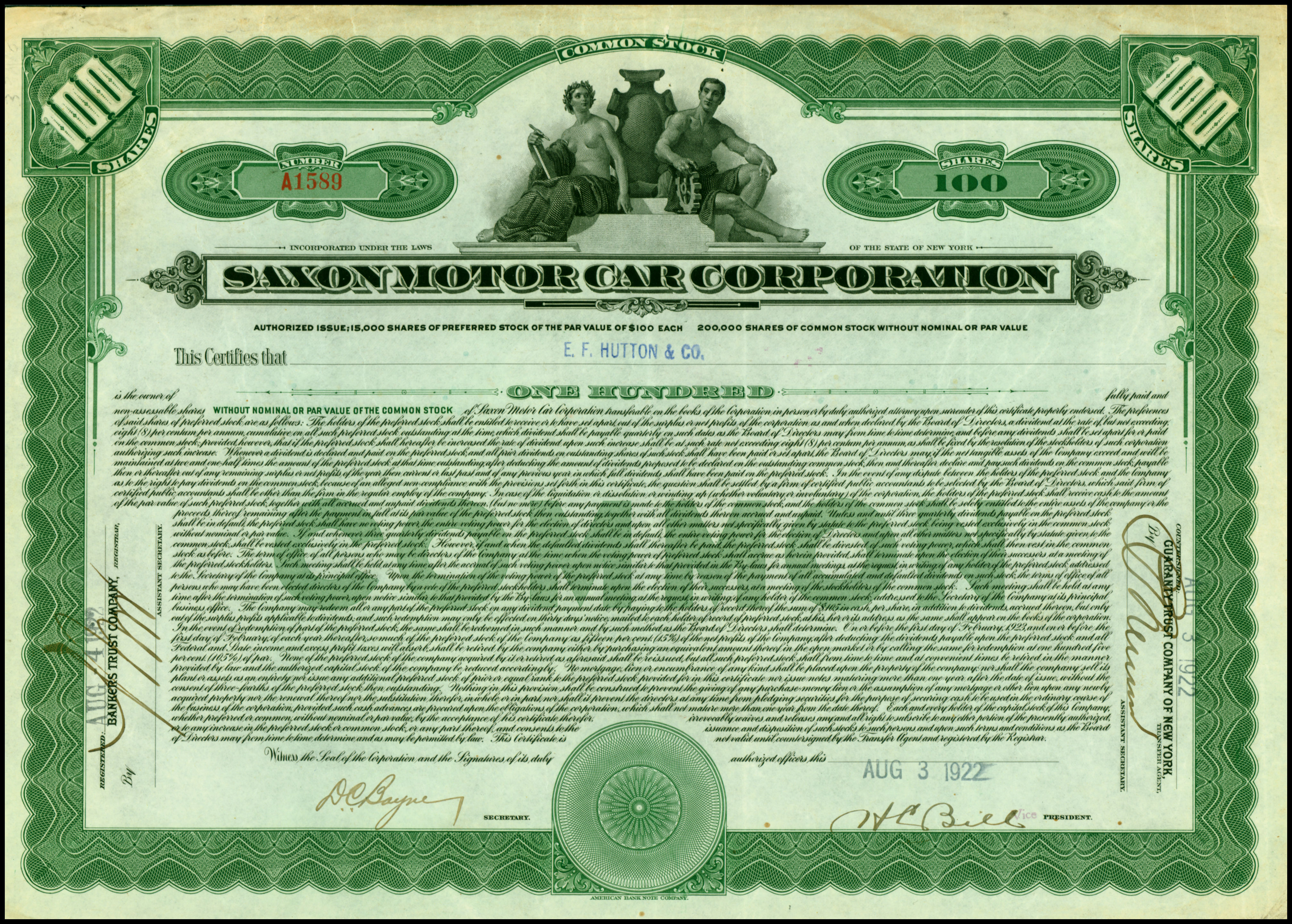
Aktie der Saxon Motor Car Corporation vom 3. August 1922

Saxon Motor Car Corporation, vorher Saxon Motor Company, war ein US-amerikanischer Hersteller von Automobilen. In einer Anzeige findet sich auch die Firmierung Saxon Motor Car Company.

## Unternehmensgeschichte
Hugh Chalmers von der Chalmers Motor Car Company gründete 1913 die Saxon Motor Company. Der Sitz war in Detroit in Michigan. Als Präsident setzte er Harry W. Ford ein, der vorher für Chalmers tätig war. Im Werk der aufgelösten Demot Car Company begann im Dezember 1913 die Produktion von Automobilen. Der Markenname lautete Saxon. Bereits in den ersten drei Monaten wurden 3000 Fahrzeuge hergestellt. Anfang 1915 stellte sich heraus, dass das Werk zu klein war. Daraufhin wurde die Produktion in das ehemalige Werk von Abbott-Detroit in der gleichen Stadt verlegt.
Ende 1915 kaufte Harry Ford die Anteile von Hugh Chalmers und führte eine Reorganisation durch. Die neue Firmierung lautete Saxon Motor Car Corporation. 1916 lag das Unternehmen mit 21.134 hergestellten Fahrzeugen auf Rang 8 unter den US-Automobilherstellern. 1917 wurde Platz 7 erreicht. In dem Jahr gab es Expansionspläne, die zur Errichtung eines neuen Werks führten. Dadurch kam es zu finanziellen Problemen. Außerdem wurde Harry Ford krank. Er trat im Dezember 1917 als Präsident zurück und starb 1918.
Sein Nachfolger wurde Benjamin Gotfredson. Materialknappheit aufgrund des Ersten Weltkriegs führten zu einem Produktionsrückgang. Das neue Werk musste 1919 an General Motors verkauft werden. Im gleichen Jahr zog sich Gotfredson zurück.
Neuer Präsident wurde C. A. Pfeffer, der ebenfalls vorher für Chalmers tätig war. Im April 1921 wurde die Abteilung verkauft, die Ersatzteile für vorherige Modelle fertigte. Der Großteil des Erlöses wurde zum Ausgleich von Verbindlichkeiten genutzt.
Anfang 1922 wurde ein Teil des Werks der Apex Motor Corporation in Ypsilanti bezogen. Hier entstanden nur noch wenige Fahrzeuge. Im Sommer 1922 zog sich Pfeffer zurück. Es gab keinen Nachfolger. Im gleichen Jahr wurde das Unternehmen aufgelöst.

## Fahrzeuge
Von 1913 bis 1915 gab es nur das Model A. Es hatte einen wassergekühlten Vierzylindermotor von Ferro. 66,675 mm Bohrung und 101,6 mm Hub ergaben 1419 cm³ Hubraum und 12,1 PS Leistung. Er trieb über eine Kardanwelle die Hinterachse an. Das Getriebe hatte zunächst zwei und später drei Gänge. Das Fahrgestell hatte 244 cm Radstand. Der Aufbau war ein Roadster mit zwei Sitzen. Der Neupreis betrug 395 US-Dollar. Preislich konnte das Fahrzeug mit den primitiven Cyclecars jener Zeit konkurrieren. Die Verkaufszahlen waren ein großer Erfolg.
1916 wurde daraus das Model 14. Ein ebenfalls zweisitziger Winter Top-Roadster ergänzte das Sortiment. Neu war das Model S-2. Es hatte einen Sechszylindermotor von der Continental Motors Company. Er war mit 19,84 PS angegeben.  Der Radstand betrug 284 cm. Zur Wahl standen ein dreisitziger Roadster und ein fünfsitziger Tourenwagen, letzterer auch mit Winter Top.
1917 erhielten die Modelle neue Namen. Das kleinere wurde Model  85 R genannt. Es war nur noch als zweisitziger Roadster erhältlich. Das größere hieß Model S 4 T. Der Motor war nun mit 20 PS angegeben. Überliefert sind ein Chummy-Roadster mit vier Sitzen und eine Limousine mit fünf Sitzen.
1918 entfiel das Vierzylindermodell. Das andere wurde nun Model Y-18-T genannt. Ein fünfsitziger Tourenwagen ergänzte die zur Verfügung stehenden Aufbauten.
1919 entfiel die Limousine. Der Roadster kam nun ohne den Zusatz Chummy aus.
1920 blieb dieses Modell unverändert. Neu war der Duplex 125. Sein Vierzylindermotor mit OHV-Ventilsteuerung kam entweder von der Root & Vandervoort Engineering Company oder von Gray. Er leistete 45 PS. Der Radstand betrug gleichfalls 284 cm. Der Wagen stand als Tourenwagen und Limousine mit jeweils fünf Sitzen im Angebot.
1921 entfiel das Sechszylindermodell. Der Duplex 125 war nun zusätzlich als Foursome-Coupé mit vier Sitzen und Blackstone-Tourenwagen mit fünf Sitzen erhältlich.
1922 kamen zwei- und dreisitzige Roadster dazu. Das Coupé verlor seinen Zusatz und bot nur noch Platz für drei Personen.

## Modellübersicht
| Jahr      | Modell       | Zylinder | Leistung (PS) | Radstand (cm) | Aufbau |
| --------- | ------------ | -------- | ------------- | ------------- | --- |
| 1913–1915 | Model A      | 4        | 12,1          | 244           | Roadster 2-sitzig |
| 1916      | Model 14     | 4        | 12,1          | 244           | Roadster 2-sitzig, Winter Top Roadster 2-sitzig                                                                           |
| 1916      | Model S-2    | 6        | 19,84         | 284           | Tourenwagen 5-sitzig, Winter Top Tourenwagen 5-sitzig, Roadster 3-sitzig                                                  |
| 1917      | Model 85 R   | 4        | 12,1          | 244           | Roadster 2-sitzig |
| 1917      | Model S 4 T  | 6        | 20            | 284           | Chummy Roadster 4-sitzig, Limousine 5-sitzig                                                                              |
| 1918      | Model Y-18-T | 6        | 20            | 284           | Tourenwagen 5-sitzig, Chummy Roadster 4-sitzig, Limousine 5-sitzig                                                        |
| 1919      | Model Y-18-T | 6        | 20            | 284           | Tourenwagen 5-sitzig, Roadster 4-sitzig                                                                                   |
| 1920      | Model Y-18-T | 6        | 20            | 284           | Tourenwagen 5-sitzig, Roadster 4-sitzig                                                                                   |
| 1920      | Duplex 125   | 4        | 45            | 284           | Tourenwagen 5-sitzig, Limousine 5-sitzig                                                                                  |
| 1921      | Duplex 125   | 4        | 45            | 284           | Tourenwagen 5-sitzig, Limousine 5-sitzig, Foursome Coupé 4-sitzig, Blackstone Tourenwagen 5-sitzig                        |
| 1922      | Duplex 125   | 4        | 45            | 284           | Tourenwagen 5-sitzig, Roadster 2-sitzig und 3-sitzig, Blackstone Tourenwagen 5-sitzig, Coupé 3-sitzig, Limousine 5-sitzig |

## Produktionszahlen
| Jahr  | Produktionszahl |
| ----- | --------------- |
| 1914  | 7.127           |
| 1915  | 11.761          |
| 1916  | 21.134          |
| 1917  | 28.219          |
| 1918  | 12.223          |
| 1919  | 3.426           |
| 1920  | 6.110           |
| 1921  | 2.173           |
| 1922  | 521             |
| Summe | 92.694          |

Quelle: